# Seizième circonscription de la préfecture de Kanagawa
La seizième circonscription de la préfecture de Kanagawa (神奈川県第16区, Kanagawa-ken dai-jūroku-ku) est l'une des vingt circonscriptions législatives que compte la préfecture de Kanagawa au Japon.

## Description géographique
Entre 1994 et 2002, la seizième circonscription de la préfecture de Kanagawa regroupait les villes d'Atsugi et Isehara et les districts d'Aikō et Tsukui (ja).
Entre 2002 et 2013, elle comprenait les mêmes unités administratives ainsi qu'une partie de la ville de Sagamihara.
Entre 2013 et 2017, elle réunissait les villes d'Atsugi et Isehara, une partie de la ville de Sagamihara et le district d'Aikō.
Entre 2017 et 2022, elle comprenait les mêmes unités administratives ainsi qu'une partie de la ville de Zama.
Depuis 2022, elle correspond aux villes d'Atsugi, Isehara et Ebina,.

## Députés
| Législature | Début de mandat | Fin de mandat | Député élu         | Parti politique | Parti politique |
| ----------- | --------------- | ------------- | ------------------ | --------------- | --------------- |
| 41e         | 1996            | 2000          | Yoshiyuki Kamei    |                 | PLD             |
| 42e         | 2000            | 2003          | Yoshiyuki Kamei    |                 | PLD             |
| 43e         | 2003            | 2005          | Yoshiyuki Kamei    |                 | PLD             |
| 44e         | 2005            | 2006          | Yoshiyuki Kamei    |                 | PLD             |
| 44e         | 2006            | 2009          | Zentarō Kamei (ja) |                 | PLD             |
| 45e         | 2009            | 2012          | Yūichi Gotō (ja)   |                 | PDJ             |
| 46e         | 2012            | 2014          | Hiroyuki Yoshiie   |                 | PLD             |
| 47e         | 2014            | 2017          | Yūichi Gotō        |                 | PDJ             |
| 48e         | 2017            | 2021          | Hiroyuki Yoshiie   |                 | PLD             |
| 49e         | 2021            | 2024          | Yūichi Gotō        |                 | PDC             |
| 50e         | 2024            | -             | Yūichi Gotō        |                 | PDC             |